# Downtown Seattle
Downtown è il distretto centrale dell'area metropolitana di Seattle, nello stato di Washington. È abbastanza piccolo confrontato con gli altri centri cittadini della West coast degli Stati Uniti a causa della sua situazione geografica: chiusa a nord ed a est da colline, sul lato ovest dalla baia Elliot, e verso sud da terreni bonificati dove un tempo arrivava l'alta marea.
È delimitata a Nord dalla Denny Way, oltre la quale sono presenti Lower Queen Anne (a volte chiamata Uptown), il Seattle Center, e South Lake Union; verso Est è delimitato dall'Interstate 5, oltre la quale sono presenti Capitol Hill e First Hill; verso Sud troviamo la Yesler Way, oltre la quale ci sono il Distretto Internazionale e parte della Pioneer Square; ed infine verso Ovest dal Lungomare Centrale e dalla Baia di Elliott.
Nelle vicinanze del centro di quest'area troviamo il Metropolitan Tract, di proprietà dell'Università di Washington, era infatti il luogo dove si trovava il campus prima del 1895. Downtown è il principale quartiere finanziario, il principale lungomare e la principale area commerciale ed è connesso al Seattle Center attraverso la monorotaia. Downtown si trova anche il famoso mercato Pike Place Market.
Il Columbia Center, posizionato all'interno del Downtown è l'edificio con più piani, settantasei, ad Ovest del fiume Mississippi, anche se sono presenti edifici più alti in Texas ed in California. La Smith Tower, situata vicino al lungomare, per lungo tempo è stato l'edificio più alto ad Ovest del fiume. Altri edifici degni di nota sono la Washington Mutual Tower, Two Union Square, Benaroya Hall, la nuova Biblioteca centrale di Seattle progettata da Rem Koolhaas, e l'edificio principale del Museo d'Arte di Seattle, costruito nel 1991 allargato nel 2007, la cui facciata è stata progettata da Robert Venturi.
A Downtown Seattle sono presenti alcuni parchi, tra questi ricordiamo Westlake Park, Freeway Park, e Victor Steinbrueck Park. L'Olympic Sculpture Park è stato completato sul lungomare Belltown nel gennaio del 2007.

## Espansione
La popolazione di Downtown Seattle è in crescita, con la costruzione di un grosso numero di torri condomini. La maggior parte delle unità in costruzione hanno prezzi tra i più alti della regione.
Nel 1989 l'altezza degli edifici nella zona è stata limitata tramite referendum. Queste restrizioni sono state eliminate nel 2006, per seguire il trend di crescita demografica della zona. Questa policy ha diviso l'opinione pubblica tra quelli che sostengono l'aumento di densità abitativa e quelli che la criticano definendola Manhattanization.

## Infrastrutture
La United States Postal Service opera al Seattle Main Post Office (conosciuto anche come Midtown Post Office) al 301 di Union Street all'incrocio con la Third Street. Il municipio di Seattle si trova al 600 di 4th Ave, adiacente del King County Courthouse. Downtown è servito dal Transit Tunnel, nel quale il Link Light Rail passa. Il capolinea per il Light Rail e Seattle Center Monorail è situato al Westlake Center. Un gran numero di linee di autobus percorrono il centro, operate dalla Metro, diventeranno gratis o faranno parte del Ride Free Area.

## Economia
Picnik ha la propria sede principale in questo quartiere di Seattle, mentre Aeroflot ha una sede principale.